# Larson Valley (Antarktis)
Larson Valley ist ein relativ ebenes Tal zwischen dem südlichen Ende der Inferno Ridge und der Mhire Spur in der westantarktischen Heritage Range. Es öffnet sich nach Osten zum Schneider-Gletscher.
Das Tal wurde vom United States Geological Survey im Rahmen der Erfassung des Ellsworthgebirges in den Jahren 1961–66 durch Vermessungen vor Ort und Luftaufnahmen der United States Navy kartografiert. Benannt wurde Larson Valley vom Advisory Committee on Antarctic Names nach D. L. Larson, einem Maschinenführer der US-Marine, der während der Operationen Deep Freeze 1965 und 1966 für die Schneeräumung des Flugfeldes Williams Field der McMurdo-Station zuständig war.